# ガイ・イズ・ア・ガイ
「ガイ・イズ・ア・ガイ」(A Guy Is a Guy) は、オスカー・ブランドが書いたポピュラー音楽の楽曲。1952年に出版された。
この曲は、1719年に起源が遡るイギリスの古い歌「I Went to the Alehouse (A Knave Is a Knave)」を原曲としている。第二次世界大戦中、兵士たちの間に、この曲に卑猥な歌詞を載せた「A Gob Is a Slob」という歌が広まった。オスカー・ブランドは、その歌詞から猥雑な部分を除いてきれいに整え、この曲を書いた。
この曲の歌唱として最も広く知られているのは1952年にチャート入りしたドリス・デイによるものである。1952年2月7日に吹き込まれたこのバージョンは、コロムビア・レコードからカタログ番号 39673 で発売された。この曲には、パイプオルガンで演奏されたワーグナーの「婚礼の合唱」やメンデルスゾーンの「結婚行進曲」の旋律が引用されている。B面に収められた曲は「Who Who Who」であった。ドリス・デイのシングルは、『ビルボード』誌のベスト・セリング・レコード・チャート (Best-Selling Records chart) に1952年3月7日に初登場し、19週チャートに留まり、最高位は第4位であった。別の資料によると、この曲はジューク・ボックスのチャート (Most Played in Juke Box) で首位に立ったともいわれている。
1952年には、他にも、エラ・フィッツジェラルドがこの曲を吹き込んでおり、5月にはオーストラリアの歌手ジューン・ミラー (June Miller) がレス・ウェルチ (Les Welch) と彼の楽団とともに吹き込んでいたが、オーストラリアのチャートでも1位になったのはドリス・デイのバージョンであった。
イベット・ジローは、1953年にジャック・ラルーによるフランス語の歌詞で、「Un homme est un homme」としてこの曲を録音した。

## 日本語を交えた歌唱
日本では、江利チエミが音羽たかし名義の日本語を交えた歌詞で「ガイ・イズ・ア・ガイ A GUY IS A GUY （男というものは）」として歌ったバージョンが普及した。江利は1953年大晦日の『第4回NHK紅白歌合戦』に初出場し、この曲を歌った。